# Middleburg (Karolina Północna)
Middleburg – miasto w Stanach Zjednoczonych, w stanie Karolina Północna, w hrabstwie Vance.